# NGC 4203
NGC 4203 est une galaxie lenticulaire située dans la constellation de la Chevelure de Bérénice. NGC 4203 a été découverte par l'astronome germano-britannique William Herschel en 1787.

## Caractéristiques
NGC 4203 présente une large raie HI et c'est une galaxie LINER b, c'est-à-dire une galaxie dont le noyau présente un spectre d'émission caractérisé par de larges raies d'atomes faiblement ionisés. C'est aussi une galaxie active de type Seyfert 3.

### Distance
Sa vitesse par rapport au fond diffus cosmologique est de 1 358 ± 19 km/s, ce qui correspond à une distance de Hubble de 20,03 ± 1,43 Mpc (∼65,3 millions d'al). 
À ce jour, 11 mesures non basées sur le décalage vers le rouge (redshift) donnent une distance de 18,836 ± 11,772 Mpc (∼61,4 millions d'al), ce qui est à l'intérieur des valeurs de la distance de Hubble. Cependant, cette galaxie est relativement rapprochée du Groupe local. On obtient souvent des distances assez différentes pour les galaxies rapprochées en se basant sur le décalage en raison du mouvement propre de ces galaxies dans le groupe où l'amas où elles sont situées. Notons que c'est avec la valeur moyenne des mesures indépendantes, lorsqu'elles existent, que la base de données NASA/IPAC calcule le diamètre d'une galaxie.

## Trou noir supermassif
Selon une étude publiée en 2009 et basée sur la vitesse interne de la galaxie mesurée par le télescope spatial Hubble, la masse du trou noir supermassif au centre de NGC 4203 serait comprise entre 39 et 130 millions de {\displaystyle M_{\odot }}.

## Groupe de NGC 4274
Selon A.M. Garcia, la galaxie NGC 4203 fait partie d'un groupe de galaxies qui compte au moins 19 membres, le groupe de NGC 4274. Les autres membres du New General Catalogue du groupe sont NGC 4020, NGC 4062, NGC 4136, NGC 4173, NGC 4245, NGC 4251, NGC 4274, NGC 4278, NGC 4283, NGC 4310, NGC 4314, NGC 4359, NGC 4414, NGC 4509 et NGC 4525.
D'autre part, sept des galaxies de ce groupe (NGC 4245, NGC 4251, NGC 4274, NGC 4218, NGC4283, NGC 4310 et NGC 4314) font partie d'une autre groupe décrit dans un article publié en 1998 par Abraham Mahtessian. Il s'agit du groupe de NGC 4725, la galaxie la plus brillante de ce groupe qui compte 16 membres. Certaines galaxies du groupe de NGC 4725 font partie d'autres groupes décrits dans l'article de Garcia. Les frontières entre les groupes ne sont pas clairement établies et dépendent des critères de proximité utilisés par les auteurs.